# Selyemfényű bagolylepke
A selyemfényű bagolylepke (Polyphaenis sericata)  a rovarok (Insecta) osztályának a lepkék (Lepidoptera) rendjéhez, ezen belül a bagolylepkefélék (Noctuidae) családjához tartozó faj.

## Elterjedése
A faj elterjedt egész Dél-Európában. Az erdő széleken, és fagyal cserjéseket (Ligustris vulgaris) kedveli lakott területeken is. Németországban (Bajorországban , Baden-Württemberg és a Rajna-vidék-Pfalz) a veszélyeztetett fajok között szerepel.

## Megjelenése
- lepke: szárnyfesztávolsága: 34–42 mm. Az első szárnyak élénk moha-zöld színűek. A hátsó szárnyak sárga színűek, narancssárgák, széles fekete sávval.
- hernyó:  barnás, fekete hátsó csíkkal.

## Életmódja
- nemzedék: egy nemzedéke van egy évben, június végétől augusztus közepéig rajzik.
- hernyók tápnövényei:  általában éjjel táplálkoznak a fagyal, ritkábban a kökény (Prunus spinosa), és a lonc - (Lonicera), vagy somvirágúak (Cornus) leveleivel.

## Fordítás
- Ez a szócikk részben vagy egészben  a   Bunte Ligustereule című német Wikipédia-szócikk fordításán alapul.  Az eredeti cikk szerkesztőit annak laptörténete sorolja fel. Ez a jelzés csupán a megfogalmazás eredetét és a szerzői jogokat jelzi, nem szolgál a cikkben szereplő információk forrásmegjelöléseként.